# Jean-Charles
Jean-Charles (* 2. Dezember 1922 in Saint-Aulaye, Département Dordogne; † 21. Juni 2003 in Cahors, Département Lot; richtiger Name Jean Louis Marcel Charles) war ein französischer Journalist und Schriftsteller.

## Leben und Wirken
Charles legte ein philologisches Staatsexamen an der Universität Bordeaux ab, promovierte dann zum Doktor der Philosophie und wurde Lehrer. Nach kurzer Zeit wurde er zuerst Postbeamter, dann Direktor einer Artistengruppe, Rundfunksprecher, Sänger, Holzhändler, Vertreter, Fremdenführer, Werbefachmann und Viehtreiber, schließlich Journalist und später auch Schriftsteller.
Er schrieb mehrere heitere Romane, aber erst seine Stilblütensammlungen verhalfen ihm zu einem nennenswerten Bekanntheitsgrad.

## Werke (Auswahl)
- La foire aux cancres und La lire en herbe.
  - deutsch von Siegfried Kadner: Die Knilche von der letzten Bank. Aus Kindermund und Pennälerheften. Blanvalet, Berlin 1965. Spätere Ausgaben u. a. Rowohlt und Goldmann, München 1993, ISBN 3-442-07278-6.
- La foire aux cancres und Tout les cancres.
  - deutsch: Knilche sterben niemals aus. Aus Kindermund von kleinen und großen Leuten. Rowohlt, Reinbek 1988, ISBN 3-499-12331-2.
- Hardi, les cancres und Vingt cancres après.
  - deutsch von Siegfried Kadner: Knilche bleiben Knilche. Stilblüten von grossen und kleinen Leuten. Rowohlt, Reinbek 1983, ISBN 3-499-11665-0.
- Le rire c'est la santé und Le rire sur ordonance.
  - deutsch: Lachen auf Krankenschein. Rowohlt, Reinbek 1988, ISBN 3-499-14461-1.